# Kormoran czerwonoczelny
Kormoran czerwonoczelny (Urile urile) – gatunek dużego ptaka z rodziny kormoranów (Phalacrocoracidae). Zamieszkuje zimne regiony przybrzeżne południowej Alaski, Wysp Aleuckich i północno-wschodniej Azji (Kamczatka, Wyspy Kurylskie, Hokkaido). Nie wyróżnia się podgatunków. Nie jest zagrożony.

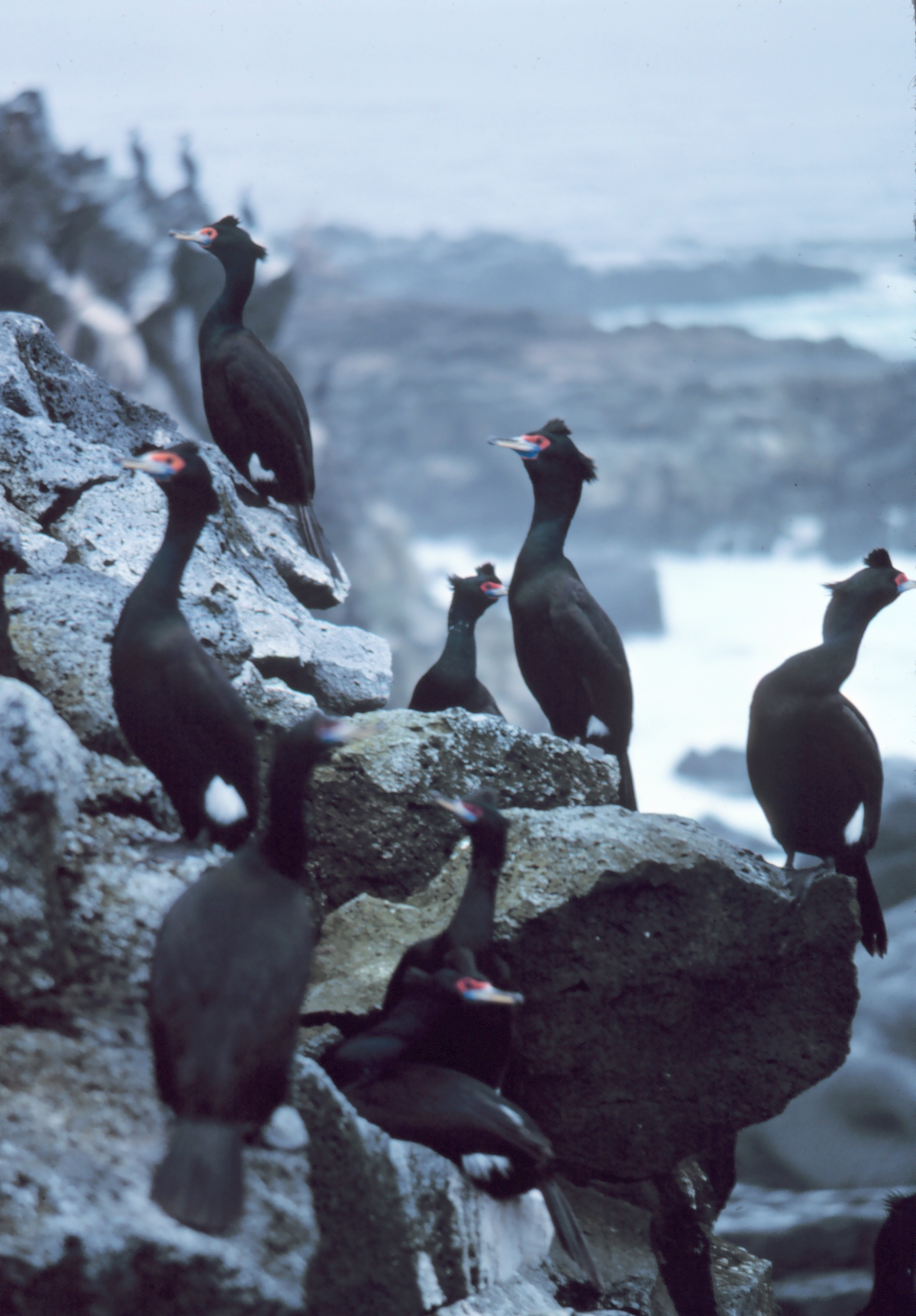
Kolonia na Wyspach Pribyłowa, Alaska

WyglądBrak dymorfizmu płciowego w upierzeniu, które jest w zasadzie czarne. Samice są nieco mniejsze od samców. Pióra z metalicznym, zielonym lub niebieskim połyskiem na skrzydłach i grzbiecie po fioletowe i brązowe po bokach. Na obu bokach kupra białe plamy. Skóra od dzioba i wokół oczu naga i czerwona (u nasady dzioba niebieska), o intensywniejszej barwie w sezonie lęgowym i bledszej zimą. Nogi czarno-brązowe (opisywane też jako czarniawoszare).
Wymiary średnie
- Długość ciała 71–89 cm
- Rozpiętość skrzydeł 110–122 cm
- Masa ciała ok. 1,64–2,55 kg

BiotopMorskie, skaliste wybrzeża zimnych wód północnego Pacyfiku, Morza Barentsa i Ochockiego. Gatunek przeważnie osiadły, zimą rozprasza się po okolicznych wybrzeżach.
LęgiLęgi w maju i czerwcu. Gniazdownik. Gniazduje w koloniach, często mieszanych z innymi gatunkami morskich ptaków. Samo gniazdo buduje na półce skalnej nad wodą, wyściełając je trawą, mchami i wodorostami. Wyprowadza jeden lęg w roku, składając zwykle 3 do 4 jaj o niebieskawej barwie. Wysiadują obydwoje rodzice przez ok. 31–34 dni. Młode karmione przez parę opuszczają gniazdo po 50–60 dniach.
PożywienieGłównie nieduże ryby (zwłaszcza z rodziny głowaczowatych), uzupełniane o morskie skorupiaki (kraby i krewetki). Jak inne kormorany, pożywienie chwyta nurkując z przybrzeżnych skał.
StatusMiędzynarodowa Unia Ochrony Przyrody (IUCN) uznaje kormorana czerwonoczelnego za gatunek najmniejszej troski (LC – Least Concern) nieprzerwanie od 1988 roku. W 2006 roku szacowano liczebność światowej populacji na ponad 200 tys. osobników. Trend liczebności populacji uznawany jest za spadkowy.